# Municipio de Festo
Festo (en griego: Δήμος Φαιστού, romanizado: Dímos Faistoú), también transcrito como Faisto, Faesto , Phaistos y otras variantes, es un municipio en la parte sur de la isla de Creta, Grecia, que forma parte de la Unidad periférica de Heraclión. Debe su nombre al "palacio" de Festo, una de las ciudades de los yacimientos arqueológicos más importantes de la Civilización Minoica.
Fue creado por la reforma administrativa de 2011, por la unión de los antiguos municipios de Moíres , Tympáki , Zarós , que se convirtieron en unidades municipales del nuevo municipio. Tiene una superficie de 412,7 km² y en 2011 tenía 24.466 (densidad: 59,3 hab./km²). La sede del municipio es el pueblo de Moíres.